# Ég és Föld királynője-bazilika (Ploče)
Az Ég és Föld királynője-bazilika Horvátországban a Dubrovnik-Neretva megyei Ploče város római katolikus plébániatemploma. A Boldogságos Szűz Mária az Ég és Föld Királynője pločei római katolikus plébánia bazilika rangú plébániatemploma.

## Fekvése
A templom Ploče központjában, közvetlenül a tengerparton, a kikötő közepén áll.

## Története
A pločei római katolikus plébániát 1961. november 21-én alapították. Sokáig Ploče volt az egyetlen horvát város, ahol sem templom, sem harangtorony nem állt. A kommunista hatóságok negyven éven át akadályozták a templom építését, és azt akarták, hogy – ahogy Petar Mikić plébános mondja - „meg kell ölni a hitet az emberek szívében, ami veszélyesebb, mint a templomok, amik a háborúban pusztultak el”. Az egyházközség rendkívül alkalmatlan körülmények között végezte tevékenységét. A szentmiséket eredetileg egy kis barakkban tartották, amelyet az emberek csak „szent barakknak” neveztek. Egészen 1983-ig ez a barakk szolgált a plébánia kápolnájaként, amikor az egyházközségnek egy magánszemélytől sikerült egy családi házat vásárolni, melyet kápolnának szenteltek fel. Az első vasárnapi misét 1983. február 27-én tartották a házban. Előző este néhány padot és egy oltárként szolgáló asztalt vittek a házba, és a híveket papírcédulákon értesítették a plébániatemplom új helyéről. Az ezt követő üldözések és hatósági zaklatások ellenére Petar atya nem adta fel, hanem egy igazi templom építésén dolgozott. A hívőket ért provokációk és sértegetések sora végtelen volt. Karácsonyra piros színnel mázolt jelszavak jelentek meg azon a házon. A feliratok a sötét idők jelszavai voltak: „Kommunizmus”, „Éljen az SKJ”, valamint egy sarló és kalapács. A pločei tanács akkori képviselője kijelentette, hogy jól tudják, hogy a feliratokat maga a lelkész írta, és azt csak az ő költségére távolítják el. A hírt az akkori sajtó is közölte.
Telt az idő, a kommunizmus csillaga pedig lehanyatlott és létrejött a független Horvátország. Az 1994. május 29-i körmeneten a Vidović és Mikić atyák által vezetett menet megállt egy sziklás helyen. Petar atya elvette Vidovićtól a Szűzanya szobrát, magasra emelte és így kiáltott: „Szűzanya Mária, te azt mondtad a lourdes-i Bernadettnek: Szeretném, ha itt templomot építenének nekem. Az emberek hallották és engedelmeskedtek. Én is hallottam, hogy azt akarja, hogy a temploma itt épüljön fel. Ezért megáldom ezt a szent horvát földet!” A helyiek számára furcsa és lehetetlen küldetésnek tűnt a templom építése a város közepén, de Mikić atya álma valósággá vált. 1997. december 15-én megszerezték építési engedélyt a templom és a plébánia építéséhez. Az alapkövet még 1994. október 4-én II. János Pál pápa áldotta meg Splitben. A templom Ivan Vulić építész terve alapján épült. 
A földmunkálatokat 1998 júliusában kezdte meg a horvát hadsereg 66. ezrede Ljubo Ćesić Rojs tábornok vezetésével. Az építkezés megáldását ugyanezen év augusztusában Mikić plébános végezte. A bazilika formájú plébániatemplom építésének első munkálatai 1999. január 18-án kezdődtek a spliti Konstruktor cég vezetésével. A belső teret a plébános Dubravko Lekić mérnökkel együttműködve tervezte meg.  A templom Ploce szívének legszebb helyén, gyönyörűen parkosított tér közepén épült fel, mellette a lelkipásztori központ, amelyet szintén Ivan Vulic tervezett, és amely magában foglalja a plébános lakását és az apácák lakóhelyiségeit is. 
A templom 29 méter hosszú (apszis nélküli) és 17 méter széles. A teljes, lelkészi központtal rendelkező templomegyüttes 3000 négyzetméter terjedelmű. „Az egyház felszentelése az ég és a föld találkozása. El akarták zárni az eget felhőkkel és köddel kikövezni. De a felhők elmúltak, és az ég nyitva marad a hívő előtt. Az Úr itt akar lenni és párbeszédben maradni velünk" - mondta a felszenteléskor Marin Barišić, Split és Makarska érseke hozzátéve, hogy „régen az ég ideológiailag zárt volt, és ma is fennáll az egzisztenciális bezáródás veszélye a különböző életmódokkal: egoizmus, hedonizmus, önzés, kapzsiság, elzárkózás a Mennyből és a szomszédtól.” Ezért egy új fáról, az élet fájáról kell enni, ez az egyház és az oltár, amelyet ma fel fogunk szentelni, amelyen Isten szeretetének gyümölcsei nőnek, „mert mától ez a város az ég számára jobban felismerhetővé válik” – mondta az érsek.
A Szűzanya koronázását ábrázoló domborművet 2010. január 24-én helyezték a templom bejárati ajtaja fölé. A dombormű motívumát Petar Mikić plébános tervezte. A vázlatot Jure Jovica helyi szobrász készítette és Ivan Pavić faragta segeti kőbe a Forma cég kőfaragó műhelyében. Az adományozó a híres zágrábi fotóművész, Ivica Badrov volt. A domborművet a templom portáljára az omiši Forma cég munkatársai helyezték el Dubravko Lekić mérnök irányításával. A Szűzanya koronázásának domborműve az első a portálon elhelyezett három dombormű közül. Ezután jöttek a további domborművek: „Jézus bemutatása a templomban” és „A család indulása a templomba” (a szülők gyermekeiket templomba viszik).
Az orgona 2013. április 24-én érkezett meg a templomba, ahol a kóruson helyezték el. Az orgonaszekrények Rogaška Slatinából érkeztek, egyedi gyártásúak. Nyolc méter szélesek és nyolc és fél méter magasak. A hangterjedelem 25 regiszter. Az orgona kétmanuálos és pedálművel van ellátva. Az 1564 síp közül 196 tölgyfából és 1368 fémből készül. Az orgonát Ploče honvédő háborús védői vitték a templomba. Érkezését a templomi harangok fogadták. 
A mozaik 2014-ben készült Don Petar Mikić ötlete alapján. Mérete 8,2 x 7 méter és 2014 karácsony estéjén áldották meg.
A templomban 42 ólomüveg ablak található. A templomban Szent Péter és Pál szobrai vannak, az egyik oltáron pedig a kereszt alatt Jézus szobra található. A templom közelében található Szent Miklós szobrot, a horvát veteránoknak, utazóknak és matrózoknak szentelték. A közelében emlékművet szenteltek az első horvát köztársasági elnöknek, Franjo Tuđmannak is, hogy a horvát nép évszázados álmának megvalósításában játszott szerepe soha ne menjen feledésbe.

## Fordítás
Ez a szócikk részben vagy egészben  a   Crkva Kraljice Neba i Zemlje u Pločama című horvát Wikipédia-szócikk ezen változatának fordításán alapul.  Az eredeti cikk szerkesztőit annak laptörténete sorolja fel. Ez a jelzés csupán a megfogalmazás eredetét és a szerzői jogokat jelzi, nem szolgál a cikkben szereplő információk forrásmegjelöléseként.